# Chakri Naruebet
Die Chakri Naruebet (thailändisch เรือหลวงจักรีนฤเบศร – Aussprache: [rɯa lŭaŋ t͡ɕàk.riː náʔrɯʔbèːt]) ist ein Multifunktionsträgerschiff der thailändischen Marine. Heimathafen ist die Sattahip Naval Base im Amphoe Sattahip (Provinz Chonburi).

## Technik und Geschichte
Der Flugzeugträger wurde von 1994 bis 1997 auf der damals sogenannten Bazán-Werft in Spanien gebaut, die später in dem spanischen Rüstungsunternehmen Navantia aufging. Das Schiff ähnelt dem spanischen Flugzeugträger Príncipe de Asturias. Insgesamt ist der Träger jedoch kleiner und verfügt über modernere Kommunikations- und Aufklärungssysteme und eine andere Antriebsanlage (CODOG-Antrieb). Er kann sowohl als Flugzeug- und Hubschrauberträger (für U-Jagd bzw. Angriffsoperationen) wie auch für amphibische Operationen genutzt werden. Zudem dient die Chakri Naruebet für repräsentative Aufgaben und hat daher Räumlichkeiten für die königliche Familie an Bord.
Das Bordgeschwader umfasst V/STOL-Flugzeuge, für die das Deck am Bug als Rampe ausgeführt ist. Außerdem kommen von dem 174 × 27 Meter großen und mit zwei je 20 Tonnen tragenden Aufzüge ausgestatteten Deck des leichten und vielseitigen Trägers auch amerikanische S-70B Seahawk-Hubschrauber für die U-Abwehr zum Einsatz.
Zusammen mit dem Träger schaffte die Marine neun gebrauchte Senkrechtstarter der spanischen Marine vom Typ Matador (Hawker Siddeley Harrier) an. Diese wurden 2006 außer Dienst gestellt.
Seit der Indienststellung 1997 war das Schiff kaum im Einsatz, offensichtlich aufgrund unzureichender Finanzierung. Es verlässt die Marinebasis in Sattahip nur selten. Einmal im Monat läuft es zu Übungszwecken aus. Ansonsten ist es hauptsächlich eine Touristenattraktion und gelegentlich ein repräsentatives Transportfahrzeug für die Königsfamilie. 
Darüber hinaus hat die Chakri Naruebet an Missionen der Katastrophenhilfe während des Taifuns Linda (1997), der Flut in der Songkhla (2000), der Evakuierung von Bürgern während der thailand-feindlichen Ausschreitungen in Kambodscha (2003), dem Tsunami im Indischen Ozean 2004 (2004) und den Überflutungen von 2010 und 2011 teilgenommen, wobei Berichten zufolge zumindest 2010 der Beitrag eher symbolischer Natur war. Aus Budgetgründen wurden im Jahr 2006 die Harrier-Kampfflugzeuge von dem Träger abgezogen und stillgelegt.
Darüber hinaus wurde im Jahr 2021 durch das Forbes Magazine berichtet, dass sich die Chakri Naruebet innerhalb der ersten 20 Jahre ihrer Dienstzeit lediglich einen Tag pro Monat auf See befand.  Die weitgehende Inaktivität des Schiffes deutet darauf hin, dass die Marine es eher als Statusobjekt als aus militärischer Notwendigkeit angeschafft hat. Es wird daher als „weißer Elefant“ der Marine angesehen und von manchen thailändischen Medien als „Thai-tanic“ verspottet.

## Name
Der Name Chakri Naruebet soll die Chakri-Dynastie ehren.